# Síndrome de Rubinstein-Taybi
El síndrome de Rubinstein-Taybi es un síndrome de origen genético que va asociado a discapacidad intelectual. El origen del síndrome se encuentra en un fallo en el par cromosómico 16, en donde un gen alojado en este par no fija bien una proteína denominada CREB. Afecta a 1 de cada 100 000 o 125 000 personas, independientemente de su edad o raza.
El primer caso que se observó fue en 1957, donde los doctores griegos Matsoukas y Theodoru describieron en una revista francesa el caso de un niño de 7 años con unas características físicas especiales, como los pulgares arqueados, cara "cómica", hipotonía muscular y discapacidad intelectual, entre otras. 
El artículo no tuvo trascendencia. Aun así, el Doctor Rubinstein, en el mismo año estudió el caso de una niña de 3 años y medio con características idénticas a las descritas en el artículo, aunque no lo leyó. 
Anteriormente a estos hechos, el Doctor Rubinstein conoció al Doctor Taybi, y en 1961, el Doctor Taybi le envió información sobre un niño de 4 años con las mismas características. En 1963, ambos doctores informaron sobre más casos que habían descubierto de niños con las mismas características, y en junio de 1963 publicaron un artículo en la revista "American Journal of Diseases of Children" describiendo los casos que habían observados. Se bautizó a este síndrome con sus nombres.
El síndrome de Rubinstein-Taybi está asociado a la discapacidad intelectual, siendo esta variable entre un coeficiente intelectual de 30 a 79.

## Introducción

### Definición
El síndrome de Rubinstein-Taybi es una enfermedad genética caracterizada por pulgares y primeros dedos de los pies anchos (en porra o maza), baja estatura, rasgos faciales característicos y grados variables de discapacidad intelectual.
Es frecuente la microcefalia.
Se trata de una enfermedad sistémica con variabilidad en su expresión clínica. 
Su incidencia en población general es de 1/300 000 a 1/720 000. En instituciones mentales y con pacientes de más de 5 años de edad, la frecuencia se estima entre 1/300 a 1/720.

## Etiología
El síndrome de Rubinstein-Taybi es un trastorno poco común que afecta a una de cada 300 000 personas. La mayoría de las personas afectadas tienen una anomalía en un gen que lleva a una proteína de fijación del CREB (CREBBP) anormal.
Cerca del 10 % de los pacientes, especialmente los que tienen problemas más graves, carecen totalmente del gen y no producen CREBBP. Una de las funciones del producto del gen CREB es unirse a histonas específicas y promover su acetilación. Por tanto, se trata de una función implicada en la regulación epigenética de la expresión de otros genes.
La mayoría de los casos son esporádicos y probablemente se deban a una mutación de novo que ocurre durante el desarrollo fetal, la cual no es transmitida por ninguno de los dos padres. Sin embargo, en algunos casos, se hereda de una manera autosómica dominante, lo cual significa que si uno de los padres le transmite el gen defectuoso al hijo, éste resultará afectado.

## Características
La mayoría de los niños con síndrome de Rubinstein-Taybi tienen una apariencia física un poco diferente al fenotipo familiar en el momento de su nacimiento. 
La media de edad en el momento del diagnóstico del síndrome de Rubinstein-Taybi es aproximadamente de 15 meses. A menudo, es difícil el diagnóstico en el nacimiento, y los casos no se reconocen durante varios meses o incluso años.  
Clínicamente se caracteriza por:  
- Retraso del crecimiento y de la edad ósea

- Retraso mental: su cociente intelectual varía entre 30-79, por lo que pueden llegar a leer, pero difícilmente podrán seguir estudios de grado medio

- Dismorfia craneofacial (anomalías características de la cabeza y la cara), incluyendo hipertelorismo (ojos muy separados), puente nasal amplio y orificios nasales anormalmente grandes

- Pulgares y primeros dedos de los pies anormalmente anchos

- Dificultades para la respiración y la deglución.

La mayoría de los niños afectados presentan retrasos en las etapas del desarrollo (sentarse, gatear, caminar, hablar, etc.) y retraso psicomotor (retrasos en la adquisición de habilidades que requieran coordinación de la actividad muscular y mental).
Las anomalías craneofaciales pueden incluir microcefalia (cabeza anormalmente pequeña), bóveda del paladar arqueada y micrognatia (mandíbula muy pequeña), estrabismo (mirada desviada), ptosis palpebral (párpados caídos), pliegues antimongoloides (formación de pliegues por inclinación de los párpados hacia abajo) y epicantus (pliegue adicional de la piel de cualquier lado de la nariz sobre las esquinas internas de los ojos); estrabismo (desviación de uno de los ojos de su dirección normal, por lo que los ejes visuales no pueden dirigirse en un mismo tiempo al mismo punto), astigmatismo (defecto en la curvatura del cristalino, de forma que los rayos paralelos quedan enfocados por detrás de la retina) y clinodactilia del quinto dedo (arqueamiento permanente de un dedo).
Además, muchos individuos con síndrome de Rubinstein-Taybi pueden tener malformaciones cardiacas, renales, del aparato urogenital y del sistema esquelético. En la mayoría de los casos, estos niños padecen con cierta frecuencia infecciones de repetición, estreñimiento y dificultades en la alimentación.

### Síntomas
- Pulgares anchos y dedos del pie gruesos

- Estreñimiento

- Exceso de vello en el cuerpo (hirsutismo)

- Defectos cardíacos que posiblemente requieran cirugía (cerca del 30% de los pacientes)

- Retardo mental

- Convulsiones

- Estatura baja que se nota después del nacimiento

- Desarrollo lento de habilidades cognitivas

- Desarrollo lento de habilidades motoras acompañado de poco tono muscular

### Signos y exámenes
La evaluación y los exámenes pueden revelar:  
- Subdesarrollo óseo en la parte media de la cara

- Paladar estrecho

- Dientes apiñados

- Marcha inestable o rígida

- Inclinación palpebral de los ojos

- Orejas de implantación baja o malformadas

- Párpado caído (ptosis)

- Cataratas

- Coloboma (defecto en el iris del ojo)

- Criptorquidia u otros problemas testiculares

- Macrocefalia (cabeza excesivamente grande) o microcefalia (cabeza excesivamente pequeña)

- Anomalías esqueléticas de las extremidades, incluyendo el último segmento de los otros dedos de las manos y de los pies, que aparecen anchos en las radiografías o en el examen físico

- Cejas arqueadas y pobladas con pestañas largas

- Boca estrecha, pequeña o retraída con dientes apiñados, lo que provoca caries por mal aseo bucal.

- Nariz prominente o "corva" con dificultad para la respiración nasal, supliéndola por la respiración bucal.

- Ausencia de riñón o riñón extra y otros problemas con este órgano o la vejiga

Se pueden hacer pruebas genéticas para determinar si falta el gen CREB.

### Crecimiento y desarrollo
La mayoría de los niños con el síndrome de Rubinstein-Taybi es de peso y altura media al nacimiento. Sin embargo, en los primeros meses el crecimiento se cae por debajo de la media. Los niños con RTS, tienen problemas de crecimiento óseo, y los ya mencionados anteriormente, como tener la cabeza pequeña. Los niños suelen tener sobrepeso en los años de la escuela, mientras que las niñas pueden llegar al sobrepeso en la pubertad o adolescencia.
Todos los niños con RTS tienen retraso madurativo y del desarrollo. Todo esto varía mucho según las afecciones individuales de cada niño, las cuales varían según el grado de la discapacidad, pudiendo ser leve, moderada o severa. Suelen tener problemas de movilidad o de agilidad y también problemas del habla (muchos no lo hacen) de hasta un 90%, por esto la mayoría de niños requieren tratamiento de logopedia. Usualmente se recomienda que en los casos de niños que presenten dificultades en el desarrollo del lenguaje verbal, se recurra a sistemas alternativos de comunicación.

## Problemas clínicos
Los principales problemas clínicos presentados por estos pacientes son la dificultad para la alimentación, retraso en el crecimiento, infecciones respiratorias y enfermedad cardiaca congénita, las dos últimas de las cuales son la causa principal de la morbimortalidad.
Generalmente se detecta en el recién nacido por la presencia de las características clínicas y signos radiológicos que permitirán realizar el diagnóstico diferencial con otras entidades patológicas, como el síndrome de Apert, la trisomía 13, el síndrome de Pfeiffer y el síndrome de Treacher Collins, entre otros.
Es bien sabido que existe un incremento constante en la contribución que la radiología e imagen ha hecho en el diagnóstico preciso en los síndromes de etiología.

## Complicaciones médicas
Las complicaciones dependen de los síntomas que se presenten. 
Las dificultades para alimentarse durante la lactancia son frecuentes.
Se pueden presentar infecciones repetitivas del oído, con pérdida de la audición.
Se han registrado casos con estructuras cardíacas y ritmo cardíaco anormales al nacer.
Hay un aumento del riesgo de formación de queloide en la piel.
Estos niños tienen problemas en el periodo de recién nacido. 
La mayoría de los bebés con síndrome de Rubinstein-Taybi llegan al término del periodo de gestación, sin embargo, más de 1/3 de los embarazos van acompañados del líquido amniótico excesivo. Aproximadamente 1 de cada 5 bebés con RTS necesitarán tratamiento en una unidad de cuidados intensivos (UCI).
Los problemas médicos en este periodo pueden incluir dificultades respiratorias, apnea nocturna, infecciones en el oído, así como dificultades a la hora de la alimentación, pobre ganancia de peso, reflujo, estreñimiento severo, glaucoma, cataratas, estrabismo, problemas coronarios y del sistema renal. En los niños también pueden tener algún problema genital.
Por encima del 80 % de los niños con RTS tienen algún problema ocular, glaucoma, estrabismo, etc.
Las infecciones de oídos son frecuentes y se ven en la mitad de los pacientes con RTS con distintos grados de perdida de agudeza auditiva, así como los problemas respiratorios, los cuales son comunes sobre todo en la infancia y en la niñez.
Los problemas dentales están presentes en 2/3 de los niños. Un paladar alto y arqueado también están presentes en la mayoría de los casos con RTS. Los problemas coronarios están presentes en el 35-40 % de los niños con RTS. Algunos de estos problemas pueden ser leves mientras que otros pueden requerir cirugía.
Es común que tengan los dedos anchos, sobre todo en las yemas de estos y más acentuadamente en los pulgares. En los dedos de los pies son frecuentes las uñas encarnadas, y en los dedos de las manos, los pulgares son angulados (luxos), los cuales se corrigen bajo cirugía.

## Diagnóstico
El diagnóstico y tratamiento de estos pacientes requiere una participación multidisciplinaria, en donde trabajarán activamente los grupos de genética, pediatría, cirugía plástica, ortopedia, cirugía cardiovascular, urología, oftalmología, neurología y gastroenterología. Todos encaminados a la corrección de problemas específicos, para lo cual estas especialidades requerirán del apoyo radiológico para el diagnóstico de las anomalías presentadas, fundamentalmente clínico (gestáltico a los 2 años de edad del paciente) y por la evolución. 
Puede realizarse estudios de citogenética molecular por FISH, aunque sólo confirmarán el diagnóstico en un 25 % de los pacientes.
No existe en nuestro país ningún grupo que trabaje en estudios moleculares del síndrome de Rubinstein-Taybi. 
Se ha recurrido a la cirugía para mejorar la función de manos y pies, pero debe valorarse cuidadosamente ya que están descritas reacciones inusuales a la anestesia, como distress respiratorio y arritmias cardiacas.
La atención de estos pacientes debe plantearse por un equipo multidisciplinar, médicos, psicólogos y educadores.
Se estima que el riesgo de recurrencia es de alrededor del 0,1 al 1 % para los hermanos del afectado, pero cuando el afectado es uno de los padres, el riesgo de recurrencia se calcula en el 50 % para cada gestación.

## Tratamiento
No hay un tratamiento específico para el síndrome de Rubinstein-Taybi. Los síntomas, como el retardo mental, se tratan según sea necesario con terapia del lenguaje y cognitiva. Algunas veces, la reparación quirúrgica de los pulgares y de los dedos gordos del pie puede mejorar el agarre o aliviar la molestia. Es posible que no sea necesario recibir tratamiento en todos los casos.
Situaciones que requieren asistencia médica: 
se debe consultar al médico si el niño parece no desarrollarse con normalidad. Se aconseja una cita con el genetista si el médico encuentra signos de este síndrome como dedos anchos en los pies y las manos. 

## Prevención
Se recomienda la asesoría genética para las parejas con antecedentes familiares de esta enfermedad que estén planeando un embarazo.

## Recurrencia
El riesgo de recurrencia es de alrededor del 0,1 % para hermanos del afectado (Hennekam, 1990). Cuando uno de los progenitores está afectado, el riesgo de recurrencia está considerado del 50 % para cada gestación. 
Las parejas con un hijo afectado, consultan a menudo la posibilidad de realizar un diagnóstico prenatal. Su realización es difícil por lo ya comentado anteriormente. 
Sólo se podría realizar un diagnóstico prenatal fiable si previamente se ha podido estudiar por técnicas de genética molecular el caso índice y se ha localizado la mutación existente.

## Consideraciones
Durante la infancia, estos niños pueden padecer infecciones de repetición, estreñimiento y dificultades en la alimentación. No son infrecuentes la infecciones de oído medio con pérdida auditiva y los problemas dentales por superposición de piezas. Tienen dificultades de lenguaje y su coeficiente intelectual (CI) varía entre 30-79, por lo que pueden llegar a leer, pero difícilmente podrán seguir estudios de grado medio o superior.
A pesar de que las intervenciones quirúrgicas pueden estar aconsejadas para mejorar el funcionalismo de manos y/o pies, hay que plantearse con cuidado la cirugía ya que se han descrito reacciones inusuales a la anestesia, como distress respiratorio y/o arritmias cardiacas. 
Por todo ello, es conveniente plantearse la atención de estos pacientes a través de un equipo multidisciplinar que cuide aspectos médicos, psicológicos y educativos. 
Afecta en igual porcentaje a hombres y mujeres.
La media de edad en el momento del diagnóstico es aproximadamente de 15 meses.
En casi todos los casos no hay ningún otro miembro familiar con el síndrome de RTS.
Los niños tienen dificultades madurativas y de desarrollo. Aunque varía mucho según las afecciones individuales de cada niño, la mayoría tienen problemas  en el habla y es importante que aprendan el lenguaje de los signos.

## Retraso mental asociado y desarrollo lingüístico
El desarrollo en la población con Rubinstein-Taybi es variable. 
El coeficiente intelectual medio es de 51, aunque el rango varía desde 30 a 79. Al ser el coeficiente intelectual de 51, se puede englobar a los niños dentro de un retraso mental moderado, cuyas características en el campo lingüístico son:
- Vocabulario limitado, pobre y escaso, aunque con una buena estimulación y un buen contexto puede ampliar sus conocimientos de lenguaje y expresión. 
- Pueden llegar a leer. 
- Dentro del síndrome hay niños que no desarrollan el lenguaje verbal y un 90% presentan problemas en el habla, como ecolalias. Así, se le fomenta desde pequeños la adquisición de la lengua de signos para comunicarse en el futuro.  
- Un 50 % de los afectados usan una comunicación mixta.  
- Tienen capacidad para comprender órdenes y expresarse, aunque como hemos indicado, la mayoría mediante lengua de signos. 
- Algunos son capaces de desarrollar la capacidad escritora, aunque no se le estimula demasiado en ese sentido, ya que las acciones realizadas con esta población se centran más en la comunicación verbal o signada.